# كود سيجنال
كود سيجنال (بالإنجليزية: CodeSignal)‏ هي عبارة عن منصة تقييم قائمة على المهارات، تأسست في عام 2014 ومقرها في سان فرانسيسكو، تطبق كود سيجنال آليات اللعبة التي تقدم للمطورين من جميع مستويات المهارات تحديات برمجة الكمبيوتر عبر الإنترنت لكل من الأغراض التعليمية والتوظيف.

## التاريخ
اعتبارًا من أغسطس 2017، ادعى كود سيجنال ما يقرب من مليون مطور باستخدام كود سيجنال للمطورين.
اعتبارًا من 10 يوليو 2018، تمت إعادة تسمية CodeFights إلى CodeSignal مع ميزات إضافية وفقًا لمدونة الشركة.

## كود سيجنال للمطورين
تم إطلاق كود سيجنال في الأصل كمجتمع عبر الإنترنت حيث يمكن للمطورين ممارسة مهاراتهم من خلال سلسلة من تحديات الترميز وجهاً لوجه، والتي جذبت المبرمجين التنافسيين، كان الهدف الرئيسي هو مساعدة المطورين على بناء مهاراتهم في البرمجة من خلال حل ومناقشة تحديات البرمجة مع المطورين الآخرين على المنصة.

## التمويل
جمعت الشركة تمويلًا أوليًا بقيمة 2.5 مليون دولار في أبريل 2015.
جمعت الشركة 10 ملايين دولار في نوفمبر 2016.

## أرقام
خلال الأشهر الستة الأولى من إطلاقها، ظهرت كود سيجنال في أكثر من 1500 تحدٍ، والتي جذبت أكثر من 70.000 مستخدم قاموا بحل أكثر من 1.5 مليون تحدي.
من هناك، تم الإبلاغ عن نمو كود سيجنال بنسبة 30-40٪ على أساس شهري.
اعتبارًا من أغسطس 2017، أبلغت كود سيجنال أن لديها ما يقرب من مليون مطور يستخدمون كود سيجنال للمطورين.

## اللغات المعتمدة
يدعم كود سيجنال 38 لغة ترميز مختلفة على منصته، ومع ذلك لا يمكن حل جميع المهام على الموقع باستخدام كل لغة.

## عملاء كود سيجنال
- إيفر نوت [10]
- أوبر[10]
- دروبوكس[11]
- كورا [11]